# Rödelheim
Rödelheim, Frankfurt-Rödelheim – 20. dzielnica (Stadtteil) miasta Frankfurt nad Menem, w Niemczech, w kraju związkowym Hesja. Należy do okręgu administracyjnego Mitte-West.
W dzielnicy znajduje się stacja kolejowa Frankfurt-Rödelheim.